# Détroit de Corée
Le détroit de Corée (appelé détroit de Tsushima 対馬海峡 au Japon) est un détroit qui se situe au sud-ouest de la mer du Japon, séparant la péninsule de Corée des îles Gotō, de l'île de Kyūshū et d'une petite partie de la côte nord de Honshū (Japon). Non loin de son extrémité orientale se trouve l'île de Tsushima, qui divise la partie est du détroit en deux canaux : le canal occidental (appelé aussi détroit de Chôsen 朝鮮海峡 en japonais) et le détroit de Tsushima. À l'ouest, le détroit communique directement avec la mer Jaune par le détroit de Jeju, et avec la mer de Chine orientale entre la pointe sud-ouest de l'île de Jeju et la pointe sud de l'île Fukue (l'archipel de Gotô). Le détroit commence à l'ouest à l'extrémité occidentale de Jeju et prend fin à l'est entre le Tongam-Gak, en Corée du Sud, et le phare de Tsunoshima, une île côtière du Sud-Ouest de Honshū.